# John Bain
John Bain (Spennymoor, 8 juli 1984 – Charlotte, 24 mei 2018), bekend onder zijn aliassen TotalBiscuit, The Cynical Brit en TotalHalibut, was een Brits spelcriticus, spelcommentator en e-sportcommentator op YouTube.

## Biografie en werk
Bain studeerde rechten aan De Montfort University in Leicester in Engeland. Hier begon hij met een programma op Demon FM. Van 2005 tot 2010 werkte Bain aan WoW Radio, een radiostation rond Blizzard's computerspel World of Warcraft. Vanwege WoW Radio werd Bain uitgenodigd op Blizzard's conventie BlizzCon in 2005, waar hij zijn vrouw Genna ontmoette.
Nadat WoW Radio er in 2010 mee stopte, startte Bain met het maken van algemenere content rondom computerspellen op zijn eigen site. Toen Bain in 2010 zijn baan verloor begon hij met het uploaden van video's naar YouTube, waar hij over videomateriaal van computerspellen sprak, om geld te verdienen met de advertenties die op de video's werden getoond. Deze video's waren erg populair, en hierdoor werd Bain uitgenodigd door het netwerk GameStation, nu Polaris.
Bain was daarnaast bekend als commentator voor e-sporttoernooien in spellen als StarCraft II en PlanetSide 2 en als voormalig eigenaar van e-sportteam Axiom.
Bain werd tweede in de categorie Greatest YouTube Gamer tijdens de Golden Joystick Awards van 2012 en won de Battle Royale van King of the Web in datzelfde jaar. In 2014 won hij in de categorie Trending Gamer van The Game Awards.
In oktober 2015 had Bain meer dan 2 miljoen abonnees op YouTube. Hij produceerde een serie waarin hij computerspellen beoordeelde op basis van zijn eerste indruk (WTF is ...?) en een serie waarin hij nieuws in de computerspel-industrie bediscussieerde en een wekelijkse podcast. Mede dankzij zijn publiek op YouTube werd Bain de populairste curator op Steam.
In april 2014 werd bij Bain dikkedarmkanker vastgesteld. Na een succesvolle behandeling werd Bain begin 2015 "schoon" bevonden, maar in oktober 2015 werden niet-opereerbare uitzaaiingen in de lever vastgesteld. Op 24 mei 2018 overleed hij thuis aan de gevolgen van kanker.
Bain was getrouwd met Genna Bain, met wie hij een zoon had.